# Борна Соса
Борна Соса (Загреб, 21. јануар 1998) је хрватски фудбалер који тренутно наступа за Кристал палас. Игра на позицији левог бека.

## Успеси
Динамо Загреб
- Прва лига Хрватске (3) : 2014/15,[5] 2015/16,[6] 2017/18.[7]
- Куп Хрватске (2) : 2015/16,[8] 2017/18,[9] (финале: 2016/17)[10]

Кристал палас
- ФА Комјунити шилд (1) : 2025.[11]

Хрватска
- Светско првенство у фудбалу:  2022.[12]
- Лига нација:  2022/23.[13]

Појединачни
- Идеални тим Прве лиге Хрватске: 2018.[14]